# إدوارد برودهيد غرين
إدوارد برودهيد غرين (بالإنجليزية: Edward Brodhead Green)‏ هو مهندس معماري أمريكي، ولد في 10 مايو 1855 في أوتيكا في الولايات المتحدة، وتوفي في 11 فبراير 1950 في بوفالو في الولايات المتحدة.